# 豊田陸人
豊田 陸人（とよだ りくと、2004年〈平成16年〉1月27日 - ）は日本の歌手、タレント、アイドル。ジュニア内男性アイドルグループ・少年忍者のメンバー。
埼玉県出身。STARTO ENTERTAINMENT所属。

## 来歴
2012年6月3日、ジャニーズ事務所に入所。少年忍者のメンバーとして活動。同期に、川﨑皇輝、ヴァサイェガ渉、檜山光成、川﨑星輝などがいる。

## 人物
特技はダンス、ベース、演技。趣味は動画鑑賞、小説、アニメ、マンガ、ゲーム。7人兄弟である。

## 出演

### テレビドラマ
- 文豪少年!〜ジャニーズJr.で名作を読み解いた〜 第1話（2021年3月21日、WOWOW） - 犬山 役[6][7]

### バラエティ番組
- 痛快TV スカッとジャパン 第244回 スポーツ大逆転スカッと「補欠の俺に訪れた大逆転のチャンス」（2021年7月5日、フジテレビ）[8]

### 映画
- 東西ジャニーズJr. ぼくらのサバイバルウォーズ （2022年4月1日公開、松竹） - 青野 役[9]

### 舞台
- モボ朗読劇『二十面相』〜遠藤平吉って誰？〜（2021年06月19日 - 27日、品川プリンスホテルステラボール） - 推理小説ファン（小林芳雄少年） 役[10]
- ミュージカル・ショー『SEVEN−西遊記7つの戦い−』（2023年11月4日 - 19日、品川プリンスホテル クラブeX / 11月25日・26日、森ノ宮ピロティホール） - 三蔵法師（玄奘） 役[11]
- かまいたちの夜 〜THE LIVE〜（2024年6月20日 - 23日、シアター1010 / 6月28日 - 30日、COOL JAPAN PARK OSAKA TTホール） - 比企文哉 役[12]

### イベント
- 駆アガル！〜あべこべ男子に憧れて〜（2025年3月22日・23日、ぴあアリーナMM）[13][14]